# Liste der Bischöfe von Treviso
Die folgenden Personen waren oder sind Bischof des Bistums Treviso (Italien):
- Johannes il Pio (ca. 396)
- Giocondo (ca. 421)
- Elviando (ca. 451)
- Felix I. (bl. 564–568) (erster gesicherter Bischof)
- Rusticus (bl. 579–590)
- Felix II. (um 591)

- Ticianus (ca. 743)[1]
- Fortunatus (777–803) (unsicher, als Fortunatus II. Patriarch von Grado)
- Landolo (ca. 810)
- Lupo (ca. 814)
- Adeodato (826–859)
- Domenico (ca. 866)
- Aladono (ca. 880)
- Adalbert (904–930)

- Adalbericus oder Albericus (967–968)[2]
- Rozo (Rotharius (I.)?, belegt 969–998, erhält von Otto I. Asolo)
- Amelricus (belegt 1006–1015)
- Arnaldus (1021–1023/6, wohl aus Tegernsee)
- R(u)otharius I. (1026–1031, vielleicht 1041)
- Rotharius II. (1046–1065, † 1065)
- Volfrancus (Wolfrancus) (1065–1069/70 († 1069/70))
- Accelinus (gesichert ab 1070 – mindestens 1073)
- Rolandus (1078–1089, zuletzt am 13. Oktober 1089 nachweisbar)
- Gumpoldus (1096–1116/24, zuletzt März 1116 in einer Urkunde, Todestag 18. September o. J.)

- Gregor (1131–1150)
- Bonifatius (ca. 1152)
- Biancone (1153–1156)
- Ulderico III. (1157–1179)
- Corrado II. (1179–1197)
- Enrico di Ragione (1197–1199)
- Ambrogio (1199–1207)
- Tisone da Vidor (1209–1245)
- Gualtieri (1245–1255)
- Adalberto III. Ricco (1255–1272)
- Presavio Novello (1279–1291)
- Tolberto Calza (1292–1305)
- Pandolfo da Lusia (1306–1310)
- Salomone de’ Salomoni (1310–1322)
- Ubaldo de’ Gabrielli (1323–1336) (auch Bischof von Forlimpopoli)
- Pier Paolo Dalla Costa (1336–1351)
- Giovanni Malabayla (1351–1354) (auch Bischof von Asti)
- Azzone de’ Maggi (1355–1357)
- Pileo Graf von Prata (1357–1359) (auch Erzbischof von Ravenna, Padua und Tours)
- Pierdomenico di Baone (1359–1384)
- Niccolo’ Beruti (1384–1394)
- Lorenzo Gambacorta (1394–1407)
- Giacomo da Treviso (1409–1418)
- Giovanni Benedetto (1418–1437) (auch Erzbischof von Ravenna?)
- Lodovico Barbo (1437–1443)
- Ermolao Barbaro (1443–1453) (auch Bischof von Verona)
- Marino Contarini (1454–1455)
- Marco Barbo (1455–1464)
- Teodoro Lelio (1464–1466)
- Francesco Barozzi (1466–1471)
- Pietro Kardinal Riario (1471–1474); später Lateinischer Patriarch von Konstantinopel, Erzbischof von Florenz, Bischof von Sinigallia
- Lorenzo Zane (1474–1476) (auch Lateinischer Patriarch von Antiochien)
- Giovanni o Zanetto (1476–1486)
- Niccolo’ Franco (1486–1499)[3]
- Bernardo de’ Rossi (1499–1527)
- Francesco Kardinal Pisani (1528–1564)
- Giorgio Cornaro (1564–1577)
- Francesco Kardinal Cornaro (1577–1595)
- Lodovico Molin (1595–1604)
- Francesco Giustiniani (1605–1623)
- Vincenzo Giustiniani jun. (1623–1633) (auch Bischof von Brescia)
- Silvestro Morosini (1633–1636)
- Marco Morosini (1639–1645) (auch Bischof von Brescia)
- Giovanni Antonio Lupi (1645–1668)
- Bartolomeo Gradenigo (1668–1682)
- Giovanni Battista Sanudo (1684–1709)
- Fortunato Morosini (1710–1723)
- Augusto Zacco (1723–1739) (auch Erzbischof von Korfu)
- Benedetto De Luca (1739–1750)
- Paolo Francesco Giustiniani (1750–1787) emeritierter Bischof von Treviso und Titularerzbischof von Chalcedon (1788–1789)
- Bernardino Marini (1788–1817)
- Giuseppe Grasser (1822–1829) (auch Bischof von Verona)
- Sebastiano Soldati (1829–1849)
- Giovanni Antonio Farina (1850–1860)
- Federico Maria Zinelli (1861–1879)
- Giuseppe Callegari (1880–1882)
- Giuseppe Apollonio (1882–1903)
- Andrea Giacinto Longhin OFMCap (1904–1936)
- Antonio Mantiero (1936–1956)
- Egidio Negrin (1956–1958) (vorher Erzbischof von Ravenna)
- Antonio Mistrorigo (1958–1989)
- Paolo Magnani (1989–2003)
- Andrea Bruno Mazzocato (2003–2009)
- Gianfranco Gardin OFMConv (2009–2019)
- Michele Tomasi (seit 2019)